# Юг дьо Лион
Юг дьо Лион (на френски: Hugues de Lionne) е френски външен министър (Държавен секретар по външните работи, съгласно тогавашния израз) от 1663 до 1671 г., по времето на крал Луи XIV.

## Живот

### Ранни години. Дипломат
Роден през 1611 г. в Гренобъл, той принадлежи към едрата родова аристокрация. Доказателство за общественото му положение е сватбата му с Пола Пайен през 1645, на която присъства самия кардинал Мазарини – регент на малкия Луи XIV. Тъкмо по това време Мазарини вижда неговите способности като дипломат и го изпраща на мисии в Италия.
Лион е специален пратеник при избора на папа Александър VII през 1654 и при избора на Фердинанд III за Свещен римски император през 1657 г. (където всъщност се опитва да го осуети). Той е ключова фигура на мирните договори във Вестфалия (1648) и Пиренеите (1659) – именно той подготвя част от текстовете. Неговите способности, работоспособност и богат опит карат кардинала да го препоръча в завещанието си за държавен секретар. След премахването на Фуке, Луи XIV изпълнява тази препоръка.

### Държавен секретар по външните работи
От този момент Лион поема пълен контрол над френската дипломация, тъй като, макар и амбициозен, младият крал все още е неопитен. Кралят лично подписва инструкциите към посланиците, но автор е неговият министър.
Известен е с многото договори, които сключва – с Швеция (1661), с Дания, Нидерландия, Англия и Лотарингия (1662). Основна цел на френската дипломация по това време е изолацията на Хабсбургска Испания. След възцаряването на болния и малък Карлос ІІ (1665), който се очаква да умре всеки момент и така да се постави въпроса за Испанското наследство – основна цел на Лион става подготовката на Франция да вземе своя дял от това наследство. Той подготвя Деволюционната война и настоява за бързо подписване на мира в Екс-ла-Шапел (Аахен), щом вижда недоволството на Нидерландия, Англия и Швеция. Пак той привлича английския крал Чарлз ІІ чрез договора от Дувър.
Умира през 1671 г., подготвяйки Холандската война, наследен от Арно дьо Помпон.